# Ann Grete Nørgaard
Ann Grete Nørgaard Østerballe (også kendt som: AG; født 15. september 1983 i Viborg) er en tidligere dansk håndboldspiller, der spillede venstre fløj for Danmarks kvindehåndboldlandshold. Hun blev uddannet folkeskolelærer fra VIA University College i sommeren 2010. Hun anses for at være en af Danmarks bedste fløjspillere gennem tiden.
Hun har siden 2022 været ekspertkommentator for Viaplay, hvor hun dækker danske kvindehold i EHF Champions League og EHF European League. Derudover er hun også lærer på Hald Ege Efterskole.

## Klubkarriere

### Viborg HK
Som 12-årig kom hun til Viborg Håndbold Klub. I starten af hendes seniortid fik hun ikke meget spilletid på grund af at hun stod i skyggen af landsholdsspilleren Henriette Mikkelsen, der også spillede som venstre fløj. Derfor var Ann Grete Nørgaard af flere omgange udlånt til Skive fH, som på det tidspunkt fungerede som Viborgs satellitklub i 1. division.

### Randers HK
I sommeren 2006 skiftede Nørgaard til Randers Håndbold Klub på en toårig kontrakt, efter mere end 10 år i Viborg HK. Ét år før kontrakten med Randers udløb, blev den 31. august 2007 forlænget så den nu var gældende til sommeren 2010. Der opstod problemer imellem Ann Grete Nørgaard og Randers-træner Martin Albertsen i forbindelse med optakten til ligakampen mod Slagelse FH den 20. september 2008, grundet at Nørgaard ikke blev udtaget til bruttotruppen, ligesom hun ikke skulle deltage i den afsluttende træning dagene før kampen. Hun valgte et par uger efter at ophæve sin kontrakt med Randers HK, da hun anklagede klubben for misligholdelse af de indgåede aftaler og derfor krævede erstatning fra Randers HK. I forbindelse med sagen havde Martin Albertsen tre dage efter kampen udtalt til Randers Amtsavis, at Nørgaard "havde brug for mentalt at finde sig selv igen". I slutningen af oktober 2008 trak Nørgaard og Håndbold Spiller Foreningen deres fogedretsbegæring tilbage og indgik forlig med RHK, der blandt andet indebar en økonomisk kompensation til Ann Grete Nørgaard.

### Viborg HK (2008-2009)
Efter bruddet med Randers HK gik Ann Grete Nørgaard et par måneder uden at spille håndbold, indtil barndomsklubben Viborg HK i november 2008 henvendte sig og tilbød Nørgaard at kunne træne og spille som amatør med klubbens 2. hold der spillede i 2. division. I starten af 2009 havde hun ikke fundet en ny klub at skrive kontrakt med, og hun udtalte at hun ville vente til sommeren 2009 med at finde en ny klub. I marts 2009 fik hun så comeback for Viborgs hold i damehåndboldligaen, da hun blev udtaget til kampen mod Slagelse FH som konsekvens af at Gitte Aaen var blevet skadet. Derefter blev hun udtaget til de fleste kampe resten af forårssæsonen, og hun var med til at vinde Danmarksmesterskabet og Champions League 2009.

### Horsens HK
Ann Grete Nørgaard underskrev 7. juli 2009 en ét-årig kontrakt med Horsens Håndboldklub. Her blev hun hurtig topscorer for holdet, og hun blev tilbudt en kontrakt med den østrigske storklub Hypo Niederösterreich. Nørgaard afslog tilbuddet fra Østrig da hun regnede med at Horsens ville overleve i damehåndboldligaen og ikke rykke ned. Horsens rykkede dog ned fra landets bedste håndboldrække, og samtlige spillere blev fritstillet fra deres kontrakter.

### Team Tvis Holstebro
Team Tvis Holstebro blev næste stop for Ann Grete Nørgaard, da hun i maj 2010 underskrev en ét-årig aftale med den vestjyske klub. I klubben havde AG i mange år stor succes på venstrefløjen, som hun i gennem de fem sæsoner i klubben delte med Julie Kjær Larsen og Lærke Nolsøe. Dog var hun klart førstevalg igennem alle sæsonerne. Ligesom Nørgaards nylige succes på landsholdet var hun også en fremtrædende og bærende profil for holdet. I hendes første sæson i klubben, 2010-11 sæsonen, sluttede holdet på en 4. plads i ligaen og spillede sig samtidig i finalen i EHF Cup 2010-11, men tabte dog. Hun blev delt topscorer ved turneringen sammen med klubkammerat Kristina Kristiansen, begge med i alt 71 mål. Dette gentog sig den efterfølgende sæson. Først i sæsonen 2012-13 havde TTH's kvinder, med Nørgaard som frontfigur, spillet sig i DM-finalen. Man tabte dog til FCM Håndbold i finalen. Samme sæson vandt holdet klubbens første EHF Cup-titel efter finalesejr over franske Metz Handball. AG stod noteret for i alt 92 mål og var den samlede topscorer i turneringen. Efterfølgende nåede Nørgaard også at vinde hendes første DM-bronzemedalje, i hvad der blev hendes sidste sæson i klubben. I denne sæson vandt holdet også endnu en gang EHF Cuppen 2014-15, denne gang med finalesejr over russiske Rostov-Don.
Hun meddelte i marts 2015, at hun stoppede i klubben efter fem sæsoner.

### Viborg HK (2015-2019)
I 2015 valgte Ann Grete Nørgaard at tage turen hjem til sin hjemby og nuværende bopæl i Viborg. Efter flere sæsoner med stor succes og mange store profiler i storklubben, skar Viborg HK gevaldigt ned i truppen og spillerbudgettet frem ud for 2015-16-sæsonen. Dertil skulle AG tilføre hendes store rutine og tidligere erfaringer i klubben. Hun forlængede i 2017 hendes kontrakt med klubben til og med sommeren 2020. Medaljer blev der ikke meget af, men masser af mål fra Nørgaards side af var der til gengæld i løbet af de fire sæsoner i barndomsklubben. Dog vandt de DM-bronze i HTH GO Ligaen 2017-18, hvor hun og holdet sikrede den første medalje til klubben siden 2014. Holdet blev også semifinalist to gange i EHF Cuppen, i sæsonen 2017-18 og 2018-19. Hun blev Viborg topscorer i EHF-Cuppen i begge sæsoner med henholdsvis 65 og 54 mål.
Hun kom på det officielle All Star-hold i Damehåndboldligaen, i sæsonerne 2015-16, 2016-17 og 2017-18 sæsonen. Hun blev desuden den samlede topscorer i ligaen i 2017-18 sæsonen, med 178 mål.

### SCM Râmnicu Vâlcea
Hun skiftede i august 2019 højest overraskende til den rumænske storklub SCM Râmnicu Vâlcea, som følge af en klausul i hendes oprindelige forlængelse i 2017. I sæsonen var hun hentet som førstevalg ude på venstre fløj, hvor hun gjorde god figur i form af 45 mål, hvilket gjorde hende til klubbens topscorer i EHF Champions League-sæsonen 2019-20. Hun blev desuden nomineret blandt de bedste venstrefløje i sæsonen. Holdet nåede til kvartfinalen og blev nummer 2 i den nationale liga.
I december 2020, valgte hun at stoppe i den rumænske storklub, grundet lønnedgang. Derfor var hun altså fri til at forlade klubben.

### Storhamar HE
Efter hendes afsked med den rumænske topklub, skrev hun i januar 2021 under med den norske topklub og sølvvindere fra Storhamar HE. Grundet restriktioner i Norge, på baggrund af coronaviruspandemien, blev den resterende del af sæsonen i den norske liga aflyst. Derfor blev det ikke til meget spilletid for AG i hendes nye klub, som konsekvens af den tidlige sæsonafslutning.

### Silkeborg-Voel KFUM
I august 2021 kunne den danske ligaklub Silkeborg-Voel KFUM meddele, at den da 37-årige Nørgaard havde skrevet under med klubben.
Den 3. marts 2022 meddelte Nørgaard på sin Instagram-profil, at hun valgte at stoppe hendes aktive håndboldkarriere efter sæsonen 2021/22. Nørgaard udtalte til TV2 Sport, at hun udover hendes lærerrolle på Hald Ege Efterskole i Viborg, ville satse på coaching af atleter såvel som almindelige mennesker.
I hendes allersidste sæson, i Bambusa Kvindeligaen 2021-22, sluttede hun som Silkeborg-Voel KFUMs topscorer og blev sammenlagt den femtemest scorende spiller i ligaen med i alt 182 mål.

## Landshold
Hun fik debut på det danske A-landshold den 28. februar 2007 mod Sverige. Nørgaard var i mange år en stor og vigtig profil på det danske landshold. Med hendes karismatiske og sjove udtalelser, høje temperament, humør, ansvarsbevidsthed og hendes måde at gå forrest på blev hun for alvor en del af danskernes bevidsthed i starten er 10'erne og var en af ansigterne udadtil på det danske kvindelandshold. Hun blev samtidig også en af de mest scorende spiller på det danske kvindehåndboldlandshold, igennem tiden og anses for at være en af Danmarks bedste fløjspillere nogensinde. Hendes første slutrundedebut kom dog først i 2010, ved EM 2010 på hjemmebane, hvor Nørgaard for alvor gjorde sig bemærket. Her var hun med i rollen som andetvalg på fløjen, efter Mie Augustesen. Hun var ligeledes med året efter ved VM 2011 i Brasilien. Denne gang med en endnu større rolle efter fravær fra ovenstående. Ved begge slutrunder endte det danske hold på en samlet fjerdeplads. Nørgaard blev især kendt for hendes afgørende og udlignende scoring på straffekast, i allersidste sekund af den ordinære spilletid, i VM-ottendedelsfinalen mod Japan. Hun blev det efterfølgende år udtaget til den danske OL-trup ved Sommer-OL 2012 i London. Her sluttede man på en samlet 9. plads. Nørgaard var desuden den danske OL-topscorer under turneringen, med 32 mål i 5 kampe. Igen ved EM 2012 i Serbien var AG blandt de udtagne. Her blev hun igen dansk topscorer ved slutrunden med 37 mål. Danmark blev nummer 5 ved slutrunden.
Den helt store kulmination for Nørgaard og resten af det danske hold kom ved VM 2013 i Serbien, hvor man sikrede sig den første medalje i 9 år for kvindelandsholdet i håndbold. Der slog AG og co. Polen i VM-bronzekampen med cifrene 30-26. Nørgaard scorede sammenlagt 22 mål ved turneringen, selvom konkurrencen på fløjen var blevet større i form af Viborg HK-spilleren Maria Fisker. Hun scorede i alt 21 mål ved Europamesterskaberne 2014 i Ungarn/Kroatien, hvor Danmark sluttede på en skuffende 8. plads. Igen blev Nørgaard overgået på venstrefløjen af Maria Fisker, der endnu en gang kom på turneringens All Star-hold. Efter fyringen af Jan Pytlick efter EM-skuffelsen, tiltrådte hun denne gang under den nye landstræner Klavs Bruun Jørgensen's VM-trup ved VM på hjemmebane i december 2015. Endnu gang var Nørgaard flyvende og krediterede med sammenlagt 20 mål ved turneringen.
Efter den glippede kvalifikation til Sommer-OL 2016 i Rio de Janeiro, blev Nørgaard for første gang siden 2010, ikke udtaget til en international slutrunde. Hun har derfor ikke været aktuel eller spillet en A-landskamp siden marts 2016, trods hendes fortsat ekstrem høje niveau på håndboldbanen. I forbindelse med landstrænerskiftet i marts 2020 blev Nørgaard, efter egen forespørgsel, bekræftet i interesse fra den nye landstræner Jesper Jensen. I august 2020 blev hendes rumænske klub SCM Râmnicu Vâlcea gjort opmærksom på, at der muligvis kunne være brug for Nørgaards tilstedeværelse ved Golden League-stævnet i september 2020. Dette blev dog ikke aktuelt efterfølgende.
Ann Grete Nørgaard står, siden hendes seneste landskamp i OL-kvalifikationen den 20. marts 2016 mod Uruguay, noteret for hele syv slutrunder i form af både VM, EM og OL-deltagelse. Hun har sammenlagt spillet 139 officielle A-landskampe og scoret 549 landsholdsmål. Hun er pr. august 2023, den sjette mest scorende spiller på A-landsholdet gennem tiden, med et gennemsnit på 3,95 mål pr. kamp.
Nørgaard var desuden ekspert og kommentator hos DR under VM i håndbold 2021 i Spanien, hvor hun var med til at dække flere opgør gennem turneringen.

## Meritter
- EHF Champions League:
  - Vinder: 2006
  - Finalist: 2001
- EHF Cup:
  - Vinder: 2004, 2013
  - Finalist: 2011
- VM i kvindehåndbold:
  - Bronze: 2013
- Eliteserien
  - Sølv: 2020/2021

## Individuelle priser
- All-Star Venstre fløj i Damehåndboldligaen: 2008, 2011, 2013, 2015, 2017, 2018
- Topscorer i Damehåndboldligaen: 2018 (178 mål)[62]
- Topscorer i EHF Cup: 2011 (71 mål), 2013 (92 mål)